# Tamari Miyashiro
Tamari Miyashiro (Honolulu, 8 luglio 1987) è un'ex pallavolista e allenatrice di pallavolo statunitense.
Giocava nel ruolo di libero.

## Carriera

### Giocatrice
La carriera di Tamari Miyashiro inizia nell'ASICS Rainbows, club della sua città natale, Honolulu, che prepara le giocatrici alla carriera nelle squadre universitarie. Nel 2005 entra quindi a far parte della squadra di pallavolo femminile della sua università, la Washington, saltando però la prima stagione: nelle quattro stagioni seguenti, pur non vincendo mai la NCAA Division I, riceve diversi riconoscimenti individuali e riesce a conquistare le prime convocazioni in nazionale, con cui debutta a gennaio del 2010.
Nei primi mesi del 2010 si dedica solo alla nazionale, con cui vince la medaglia d'argento al Montreux Volley Masters e la medaglia di bronzo alla Coppa panamericana. Sempre nel 2010, viene ingaggiata dallo Schwechat Post, con cui inizia la carriera professionista nel campionato austriaco. Nel 2011, con la nazionale, vince la medaglia d'oro al World Grand Prix e l'argento alla Coppa del Mondo.
Nella stagione 2011-12 passa alla squadra polacca del BKS di Bielsko-Biała; con la nazionale vince la medaglia d'oro al World Grand Prix e la medaglia d'argento ai Giochi della XXX Olimpiade di Londra. Nella stagione 2012-13 viene ingaggiata dalla Lokomotiv Baku in Azerbaigian; con la nazionale vince la medaglia d'argento alla Grand Champions Cup 2013.
Nella stagione successiva gioca in Germania per il Vilsbiburg, con cui vince la coppa nazionale, saltando tuttavia gran parte della stagione a causa di un infortunio, mentre nella stagione successiva resta ancora nella 1. Bundesliga difendendo però i colori del MTV Stoccarda, aggiudicandosi la seconda Coppa di Germania consecutivamente; con la nazionale vince la medaglia d'oro al World Grand Prix 2015. Nel 2016, dopo un anno trascorso in collegiale con la nazionale per recuperare da un infortunio, si ritira dalla pallavolo giocata.

### Allenatrice
Nell'agosto 2016 accetta il ruolo di assistente allenatrice volontaria alla Arizona State, tornando quindi in NCAA Division I. Un anno dopo entra a far parte dello staff della nazionale statunitense e parallelamente, nella stagione 2017-18 è nuovamente al MTV Stoccarda, come assistente allenatrice.

## Palmarès

### Club
- Campionato austriaco: 1

2010-11
- Coppa di Germania: 2

2013-14, 2014-15

### Nazionale (competizioni minori)
- Montreux Volley Masters 2010
- Coppa panamericana 2010
- Giochi panamericani 2011

### Premi individuali
- 2007 - All-America Third
- 2008 - All-America Second
- 2008 - Division I NCAA statunitense: Seattle Regional All-Tournament Team
- 2009 - All-America Second